# Чорне (Кальміуський район)
Чорне — село в Україні, у Бойківській громаді Кальміуського району Донецької області. Населення становить 86 осіб.

## Загальні відомості
Відстань до центру громади становить близько 12 км і проходить переважно автошляхом Т 0508.
Перебуває на території, яка тимчасово окупована російськими терористичними військами.
10 квітня 2024 року Комітет Верховної Ради України з питань організації державної влади, місцевого самоврядування, регіонального розвитку та містобудування підтримав перейменування села на Чорне.

## Населення
За даними перепису 2001 року населення села становило 86 осіб, із них 81,4 % зазначили рідною мову українську, 17,44 % — російську та 1,16 % — угорську мову.